# Eric Alfred Havelock
Eric Alfred Havelock (ur. 3 czerwca 1903 w Londynie, zm. 4 kwietnia 1988 w Poughkeepsie) – brytyjski filolog klasyczny związany przez większość życia z Kanadą i Stanami Zjednoczonymi, jeden z czołowych przedstawicieli teorii piśmienności. Wskazując na konsekwencje przejścia od społeczeństwa oralnego do piśmiennego, zaproponował nowe odczytanie starożytnej tradycji filozoficznej.

## Życiorys

### Edukacja i początki kariery akademickiej
Dzieciństwo spędził w Szkocji. W wieku 14 lat został uczniem The Leys School w Cambridge. W 1922 rozpoczął studia w Emmanuel College w Uniwersytecie w Cambridge, gdzie uczęszczał na wykłady Francisa Macdonalda Cornforda. Do wykładów z filozofii starożytnej, a w szczególności ówczesnych poglądów na filozofię przedsokratejską i jej związki z myślą sokratejską, miał bardzo krytyczny stosunek.
W napisanej pod koniec życia The Literate Revolution in Greece Havelock wspomina, jak uderzyła go rozbieżność pomiędzy językiem używanym przez samych filozofów a ich współczesnymi, akademickimi interpretacjami. Ówcześni badacze zdawali sobie sprawę, że wiele z wczesnych tekstów filozoficznych (np. Parmenidesa, czy Empedoklesa) było pisanych (podobnie jak dzieła Homera) heksametrem. Sam Homer (jak wykazywały prace Milmana Parry’ego) uznawany był już za poetę oralnego, jednak fakt ten był dla Conforda i innych badaczy filozofii przedsokratejskiej pozbawiony większego znaczenia.
Havelock doszedł do wniosku, że specyficzna poetyka wczesnych filozofów nie były „jedynie kwestią stylu, lecz istoty”, a tacy myśliciele jak Heraklit czy Empedokles byli bliżsi Homerowi, aniżeli Platonowi czy Arystotelesowi. Ich twórczość przeznaczona była nie do odczytywania, lecz do słuchania i zapamiętywania i należy ją łączyć z grecką poezją i tradycją oralną. Młody badacz nie ujawnił jednak swoich przemyśleń i przez wiele lat podążał tropem badawczym wytyczonym przez Conforda.
Kariera akademicka Havelocka rozpoczęła się od podjęcia w 1926 pracy na Uniwersytecie Acadia, w Nowej Szkocji. Rok później ożenił się z Ellen Parkinson, a następnie (w 1929) przeniósł się na Uniwersytet Wiktorii w Toronto. W tym okresie interesował się poezją rzymską, a w szczególności Katullusem. W coraz większym stopniu zaczęła go też zajmować działalność polityczna. Wraz z innymi pracownikami uniwersytetu, Frankiem Underhillem i Eugenem Forseyem, założyli League for Social Reconstruction, organizację politycznie zaangażowanych socjalistów.
W 1931 policja w Toronto zablokowała zebranie organizacji, uznawanej przez nią za komunistyczną. W odpowiedzi na to, Havelock i Underhill napisali list otwarty, w którym nazywali akcję policji „krótkowzroczną, niestosowną i nie do przyjęcia”. List doprowadził do krytycznych reakcji opinii publicznej oraz do konfliktu pomiędzy władzami uniwersytetu a grupą profesorów, na czele których stali Havelock i Underhill. Główne tytuły prasowe w Toronto, oraz wielu przedstawicieli biznesu potępiło sygnatariuszy listu, określając ich mianem radykalnych lewaków, a ich zachowanie określiło jako nielicujące z ich profesją.
Początkowo League for Social Reconstruction była jedynie rodzajem kółka dyskusyjnego, jednak w latach trzydziestych stała się liczącym się aktorem na kanadyjskiej scenie politycznej. Po tym przystąpieniu Havelocka (wraz z kilkoma innymi członkami ligi) do Co-operative Commonwealth Federation, jego zwierzchnicy na Uniwersytecie Wiktorii zaczęli wywierać presję, aby ograniczył swoją aktywność polityczną. Havelock nie uległ tym naciskom i kontynuował swoją działalność. Jego reputacja w opinii publicznej stopniowo się jednak pogarszała. W 1937 skrytykował działania rządu i kół przemysłowych wobec strajkujących pracowników przemysłu samochodowego, co spowodowało oficjalne naciski, aby usunąć go ze stanowiska.
Podczas pobytu w Toronto Havelock zaczął formułować swoją teorię oralności i piśmienności. Stworzyła ona kontekst dla późniejszych badań na Uniwersytecie Torontońskim na temat procesów komunikacji. Do dorobku tzw. Toronto School of Communications zalicza się prace Harolda Innisa z zakresu historii mediów, oraz późniejsze (pochodzące z lat pięćdziesiątych) teorie komunikacji Marshalla McLuhana i Edmunda Snow Carpentera.
Podczas II wojny światowej Havelock odsunął się od ruchu socjalistycznego i w 1944 został wybrany prezesem Ontario Classical Association. Jednym z pierwszych działań towarzystwa była organizacja akcji pomocowych dla wyzwolonej spod okupacji państw Osi Grecji. Polityczne i naukowe zainteresowania Havelocka zbiegły się w jego pracach na temat edukacji, w których wskazywał jak znajomość retoryki może pomóc w oporze wobec nacisków zbiorowych.

### Badania nad intelektualną historią Grecji

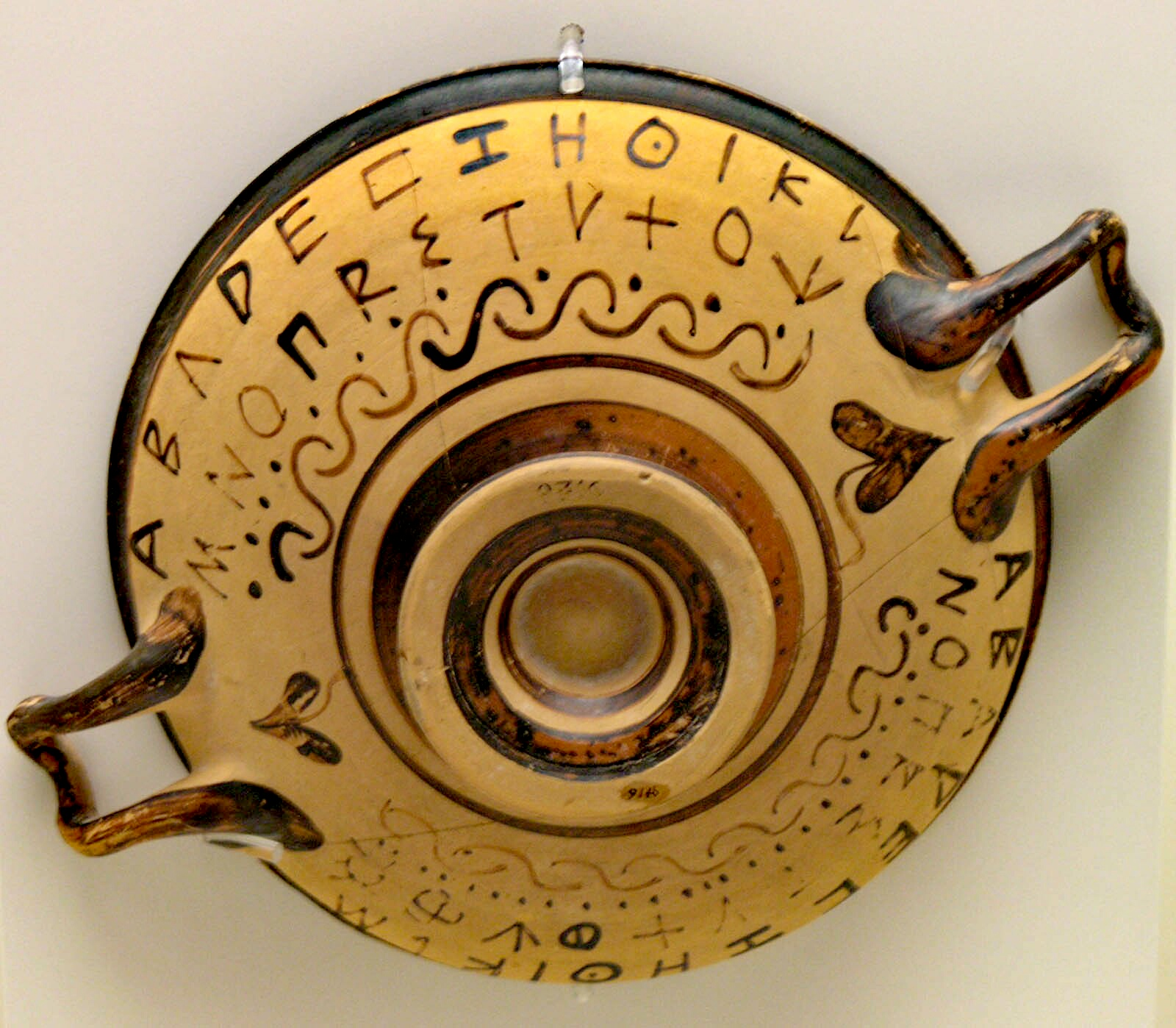
Attycki puchar z inskrypcją w alfabecie greckim. Havelock podkreślał, że prostota tego alfabetu i odstępy między znakami były kluczowe dla rozwoju kultury piśmienności

Podczas pobytu w Toronto zainteresowania Havelocka stopniowo zaczęły się ogniskować na historii umysłowości starożytnych Greków. Początkowo badacz włączył się w dyskusję na temat treści nauczanych przez historycznego Sokratesa. Opierając się na analizach prac Ksenofonta, Arystofanesa i Platona, Havelock wykazywał, że platoński Sokrates jest w dużej mierze fikcją literacką i wyrazicielem poglądów samego Platona. Jednocześnie ostro polemizował ze stanowiskiem Johna Burneta, według którego teoria idei pochodzić miała właśnie od Sokratesa. Havelock wskazywał także, że Platon, ustami Sokratesa, wypowiada się na temat najbardziej palących i aktualnych problemów swojej współczesności, a nie (jak często twierdzili historycy filozofii) referuje autentyczne dialogi swojego nauczyciela. Przekonanie, że Platon i Sokrates należeli intelektualnie do odmiennych epok, było pierwszym krokiem ku szerszemu programowi badawczemu. Późniejsze prace Havelocka starały się udokumentować fundamentalną zmianę jaka zaszła między końcem V w. p.n.e. a połową IV w. p.n.e. w problematyce poruszanej przez myślicieli i w sposobach jej rozpatrywania.
W 1947 Havelock przyjął posadę na Uniwersytecie Harvarda, w Cambridge w stanie Massachusetts. Pozostał tam do 1963, piastując pozycję dyrektora Instytutu Filozofii. W tym okresie zajął się tłumaczeniem i komentowaniem Prometeusza w okowach Ajschylosa (praca została opublikowana pod tytułem The Crucifixion of Intellectual Man). Podjął też próbę wykazania wyraźnego rozdziału pomiędzy myślą Platona czy Arystotelesa, a całą późniejszą tradycją filozoficzną. W pracy The Liberal Temper in Greek Politics wyróżniał liberalny nurt w greckiej myśli politycznej zapoczątkowany przez Demokryta. Filozofia polityczna według greckich liberałów miała opierać się na rozumieniu „ludzkiego działania jako zakorzenionego w kosmicznym i historycznym porządku”. Dla liberałów indywidualne czyny człowieka były podstawą jego oceny. Tymczasem zarówno Platon, jak i Arystoteles byli znacznie bardziej zainteresowani samą naturą człowieczeństwa. Dla nich działania ludzkie wynikały raczej z pewnych cech wrodzonych i nie były związane z indywidualnymi wyborami. Argumentując za taką fundamentalną różnicą pomiędzy Platonem a współczesnymi Demokryta, Havelock przeciwstawił się długiej tradycji w historii filozofii, która wskazywała raczej na ciągłość w rozwoju filozofii greckiej. W pracy tej po raz pierwszy pojawia się też idea „greckiej rewolucji piśmiennej”, która stanie się głównym przedmiotem jego późniejszych badań. Według Havelocka znane nam „fragmenty” Demokryta nie są elementami większej, zaginionej całości, lecz samodzielnymi aforyzmami, charakterystycznymi dla wypowiedzi oralnej.
Chociaż praca znalazła pewne uznanie w kręgach filozoficznych, to została źle przyjęta przez filologów klasycznych. Recenzenci określili tezę o różnicy pomiędzy Platonem i presokratykami jako „porażkę”, a analizę myśli platońskiej i arystotelesowskiej jako ich „wypaczenie”.

### Przedmowa do Platona
W The Liberal Temper Havelock nie wspomógł się jeszcze rozwijaną przez siebie teorią greckiej piśmienności. Pełni już ona jednak ważną rolę w wydanej w 1963 Przedmowie do Platona. Autor skupia się w niej na analizie gorąco dyskutowanego problemu krytyki poezji w Platońskim Państwie. W dialogu tym Sokrates dowodzi, że poetycka mimesis (naśladownictwo natury) jest szkodliwa dla duszy i dlatego poeci powinni zostać wygnani z idealnego państwa. Państwo dla Havelocka jest kluczem do zrozumienia roli poezji dla starożytnej umysłowości.
Idealne państwo Platona to projekt przemiany społeczeństwa greckiego (przede wszystkim poprzez instytucje edukacyjne) w celu dostosowania go do wymogów rozwijającej się piśmienności. Z tego powodu musi on radykalnie zerwać z tradycyjną wiedzą i sposobami jej przekazywania – z „plemienną encyklopedią”, jaką były utwory Homera.
Praca jest podzielona na dwie części. Pierwsza poświęcona jest oralności, kulturze oralnej i temu, co Havelock określa jako „myśl oralna”. Druga, jak wskazuje jej tytuł, dotyczy „konieczności platonizmu”, czyli ścisłego związku między filozofią Platona a rozwojem piśmienności.
Zamiast, jak w pracy o Demokrycie, koncentrować się na znaczeniu głównych pojęć filozoficznych, Havelock zajął się przemianami, jakie w wyniku rozpowszechnienia się piśmienności i rozwoju literatury miały zajść w całym języku starożytnych Greków. Zmiany te miały doprowadzić do powstania przeciwstawienia: refleksyjny podmiot, a poznawany przedmiot, a w konsekwencji umożliwić systematyczną refleksję filozoficzną.

Spotykamy się tutaj z poważnymi zmianami w języku greckim, w składni używanych w nim wyrażeń i w podtekstach pewnych ważnych słów. Zmiany te stanowią część większej intelektualnej rewolucji, która zmieniła greckie doświadczenie kulturowe.(...) [N]aszym obecnym celem jest połączenie go z kryzysem kultury greckiej, który miał miejsce wówczas, gdy kultura oralna zaczęła ustępować zupełnie innemu systemowi wzorców i edukacji, czyli, innymi słowy, gdy homerowy stan umysł i został zastąpiony przez stan platoński.

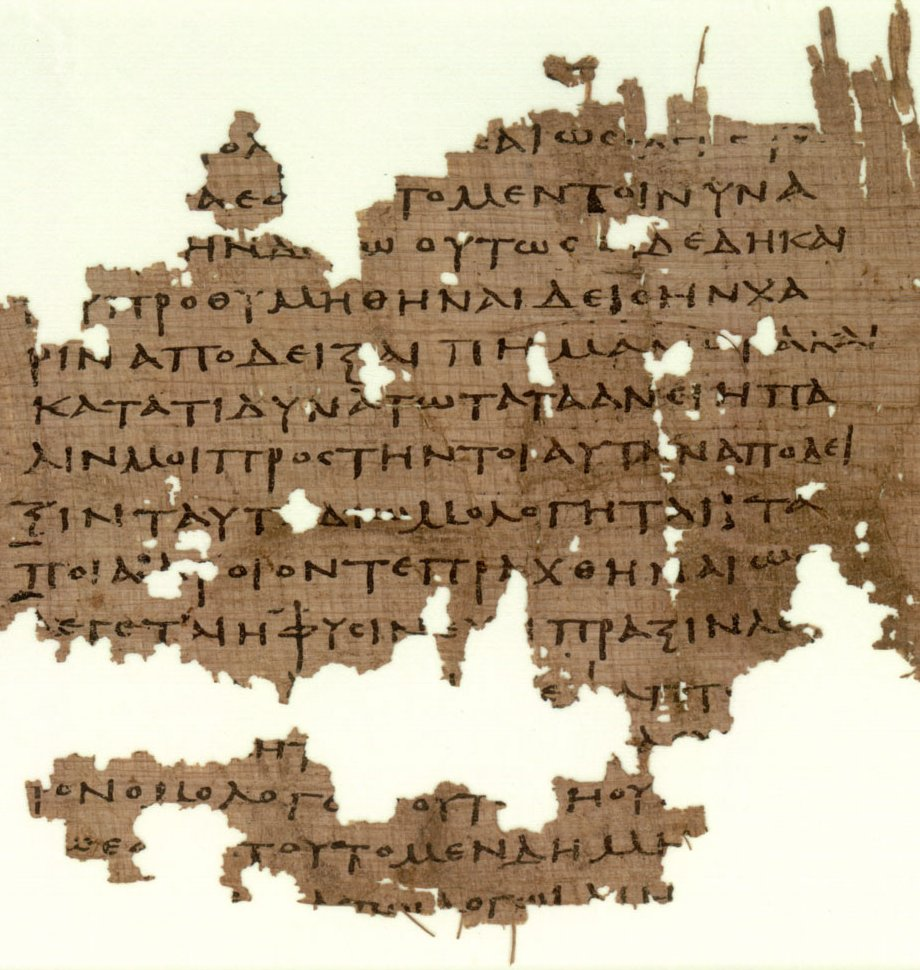
Papirus P.Oxy. 3679 z Oksyrynchos – fragment dialogu Państwo

Dla Havelocka krytyka poezji u Platona była rezultatem ówczesnych przemian kultury greckiej. Przemiany te dotyczyły zarówno treści myśli greckiej (w szczególności koncepcji człowieka oraz pojęcia duszy), jak i jej organizacji. Poezja Homera oparta jest na łączeniu na zasadzie swobodnych skojarzeń wielu jednostek znaczeniowych w szersze epizody. Wielość dominuje tu nad jednością kompozycji. Z kolei u Platona tok myśli przebiega od szczegółu ku temu co ogólne, a całość jest celem rozumowania. Składnia Platona (a także innych pisarzy IV w. p.n.e.) ma według Havelocka wskazywać, że w ich rozumowaniu idee mniejsze podporządkowane są ideom większym. Także Platońska teoria idei wywodzić się ma z przemian w języku greckim, a przede wszystkim ze zmieniającej się koncepcji i funkcji rzeczownika.
Przedmowa do Platona znalazła szybko odzew wśród wielu badaczy, choć reakcje na nią były dość zróżnicowane. We wczesnych recenzjach wskazywano zarówno, że Havelock „swobodnie igra z dowodami”, jak i że jego praca jest „doskonałym przykładem połączenia historii filozofii z samą filozofią”.
Praca zajmowała się zagadnieniami badanymi zwykle przez odrębne dyscypliny badawcze: historię filozofii greckiej, filologię klasyczną czy teorię literatury. Korzystała także z teorii strukturalistycznej oraz z będących dopiero w fazie początkowej badań nad kulturą oralną. Reakcja na nią ze strony przedstawicieli tych dyscyplin była mocno zróżnicowana.
Filolodzy klasyczni w większości zignorowali lub wykpili Przedmowę. Podważano też poszczególne elementy wywodu na temat rozwoju piśmienności, przytaczając niepasujące do niego wcześniejsze przykłady piśmienności oraz późniejsze tradycji oralnej. Wskazywano również, że analizy oralności oparte są prawie wyłącznie na Homerze. Ponieważ jednak historia tekstów Homeryckich nie jest do końca znana, Havelock był zmuszony stawiać tezy, które nie mogą być w pełni zweryfikowane.
Z kolei wśród historyków filozofii Przedmowa nie znalazła szerszego odbioru. Ani sam Havelock nie brał udziału w toczonych w tej dyscyplinie sporach, ani jego prace nie były szerzej cytowane przez najbardziej znaczących badaczy. Największe uznanie praca ta wzbudziła wśród teoretyków literatury, badaczy przejścia od oralności do piśmienności, a także wśród niektórych psychologów czy antropologów. Sam autor w późniejszym okresie zrewidował niektóre swoje tezy zawarte w Przedmowie, uznając opisany tam schemat za zbyt uproszczony. W The Sophistication of Homer (1973) wskazywał, że kształt eposów homeryckich nie odzwierciedla jedynie umysłowości oralnej, lecz jest wynikiem oddziaływania między piśmiennością a oralnością.

### Późniejsze lata
Wkrótce po publikacji Przedmowy do Platona Havelock przyjął stanowisko dyrektora Instytutu Filologii Klasycznej na Uniwersytecie Yale. Pozostał tam 8 lat, po czym przez krótki czas był profesorem filologii klasycznej na Uniwersytecie Stanu Nowy Jork w Buffalo. W 1973 przeszedł na emeryturę i osiadł w Poughkeepsie w stanie Nowy Jork, gdzie w Vassar College uczyła jego żona Christine Mitchell (pobrali się w 1962). Havelock pozostał aktywny na emeryturze, kończąc trzy książki i liczne eseje. Rozwijał w nich idee zawarte w Przedmowie do Platona, wskazując jednocześnie na konsekwencje jakie miała piśmienność dla greckiej myśli, literatury, społeczeństwa czy prawa.
W wydanym w 1966 artykule Preliteracy and the Presocratics, badał oralny charakter twórczości presokratyków. W The Linguistic Task of the Presocratics (1983) wykazywał, że głównym zadaniem filozofów przedsokratejskich, nie był wcale rozwój poszczególnych doktryn filozoficznych, lecz przekształcenie archaicznego języka, tak, aby umożliwiał nowe ujmowanie rzeczywistości, które odpowiadałoby kulturze piśmiennej i umożliwiało filozofię jako taką. Kluczową rolę odgrywał tu stojący na granicy obu kultur Sokrates. Jego rola badana była w: The Socratic Self as It Is Parodied in Aristophanes’ „Clouds” (1972), The Socratic Problem: Some Second Thoughts (1983) oraz w Ustność Sokratesa i piśmienność Platona: kilka refleksji nad historycznymi źródłami filozofii moralnej w Europie (wyd. oryg. 1984).
Prace na temat greckiego pojęcia sprawiedliwości (Dikaiosune: An Essay in Greek Intellectual History z 1969, oraz The Greek Concept of Justice from Its Shadow in Homer to Its Substance in Plato z 1978 dowodziły, że sama moralność, rozumiana jako pewien autonomiczny system reguł, którym podlegają jednostki, jest konsekwencją piśmienności i w dużej mierze zasługą Platona.
Havelock coraz większe znaczenie przypisywał też greckiemu alfabetowi. W 1977 napisał:

Wynalezienie greckiego alfabetu, w odróżnieniu od wszystkich innych systemów znaków, włączając w to alfabet fenicki, było wydarzeniem w historii kultury, którego znaczenie nie jest jeszcze w pełni znane. Jego pojawienie się oddziela wszystkie przed-greckie cywilizacje, od tych, które następują po Grekach.

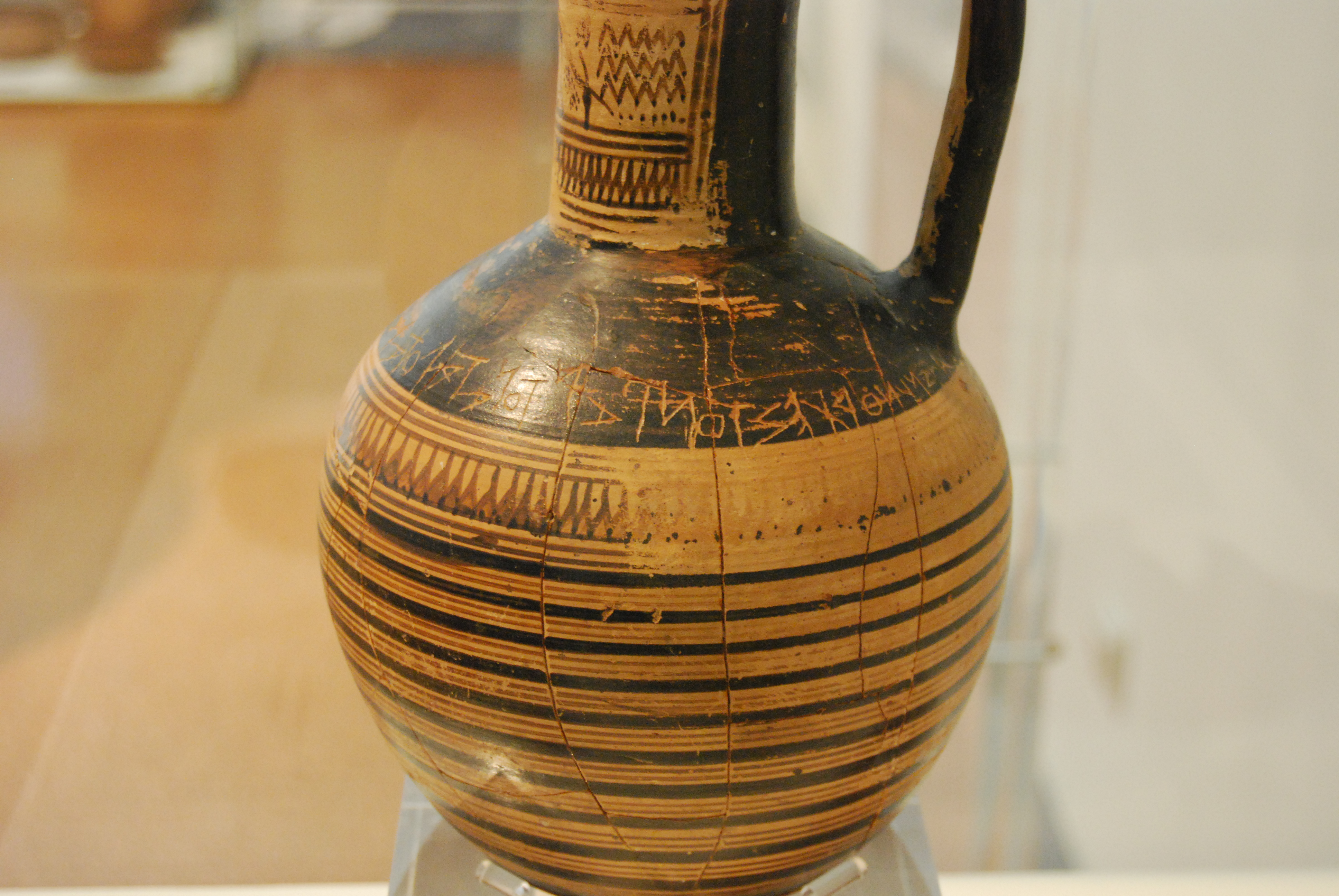
Inskrypcja na wazie dipylońskiej, datowanej na ok. 740 r. p.n.e.

Jego zainteresowanie kwestiami filologicznymi stanowiło w tym okresie jedynie część szerszego projektu mającego na celu zrozumienie kultury starożytnej Grecji. Publikacje Havelocka stały się znacznie bardziej złożone teoretycznie, przekształcając teorię piśmienności w ogólną teorię kultury. Wskazując na inskrypcję na jednej z waz dipylońskich (będącej wówczas najwcześniejszym przykładem pisma greckiego), pisał: „Oto przypadkowe dzieło nieznanej ręki zwiastujące rewolucję, której przeznaczeniem jest zmienić całą ludzką kulturę”.
Tezy te rozwijane były w: Prologue to Greek Literacy (1973), Alphabetisation of Homer (1978), The Ancient Art of Oral Poetry (1979) czy The Literate Revolution in Greece and Its Cultural Consequences (1982). W tych tekstach Havelock porównuje literaturę starogrecką z Eposem o Gilgameszu czy z Wedami.
To właśnie badanie różnic między kulturą oralną i piśmienną uważane jest za najbardziej wartościową część dorobku Havelocka. We wpływowej Oralności i piśmienności Waltera J. Onga jest on najczęściej cytowanym autorem (jeśli nie liczyć samego Onga).
W późnym okresie swojej kariery, Havelock jednak tak bardzo skupił się na rozwijaniu swoich tez, że przestał odnosić się do stanowisk innych badaczy. Prowadziło to do jałowości dyskusji wokół oralności/piśmienności wczesnych filozofów. Jak zauważa Alasdair MacIntyre w recenzji The Greek Concept of Justice, Havelock często zbyt pospiesznie odrzuca tezy innych badaczy, ograniczając się do powtarzania, że filozofia jest ze swej natury piśmienna. Jednocześnie zbywa istotne problemy jakie się z tym wiążą, np. to, że „Sokrates nie pisał książek”.

## Główne prace
- The Lyric Genius of Catullus. Oxford: Blackwell, 1939.
- The Crucifixion of Intellectual Man, Incorporating a Fresh Translation into English Verse of the Prometheus Bound of Aeschylus. Boston: Beacon Press, 1950. Reprinted as Prometheus. Seattle: University of Washington Press, 1968.
- The Liberal Temper in Greek Politics. New Haven: Yale University Press, 1957.
- Preface to Plato. Cambridge: Harvard University Press, 1963.
  - Wydanie polskie: Eric A. Havelock: Przedmowa do Platona. Paweł Majewski (tłum.). Warszawa: Wydawnictwo Uniwersytetu Warszawskiego, 2007. Brak numerów stron w książce
- Prologue to Greek Literacy. Cincinnati: University of Cincinnati Press, 1971.
- The Greek Concept of Justice: From its Shadow in Homer to its Substance in Plato. Cambridge: Harvard University Press, 1978.
- The Literate Revolution in Greece and its Cultural Consequences. Princeton, N.J.: Princeton University Press, 1981.
- The Muse Learns to Write: Reflections on Orality and Literacy from Antiquity to the Present. New Haven: Yale University Press, 1986.
  - Wydanie polskie: Eric A. Havelock: Muza uczy się pisać. Rozważania o oralności i piśmienności w kulturze Zachodu. Paweł Majewski (tłum.). Warszawa: Wydawnictwo Uniwersytetu Warszawskiego, 2006. Brak numerów stron w książce